# Hermanella
Hermanella is een geslacht van haften (Ephemeroptera) uit de familie Leptophlebiidae.

## Soorten
Het geslacht Hermanella omvat de volgende soorten:
- Hermanella costalis
- Hermanella froehlichi
- Hermanella grandis
- Hermanella guttata
- Hermanella maculipennis
- Hermanella thelma